# Archanara
Archanara is een geslacht van nachtvlinders uit de familie Noctuidae.

## Soorten
- A. aerata Butler, 1878
- A. affinis Rothschild, 1920
- A. cervina Warren, 1912
- A. dissoluta

Geelbruine rietboorder (Treitschke, 1825)
- A. gigantea Osthelder, 1935
- A. insoluta Warren, 1912
- A. neurica

Witkraagrietboorder (Hübner, 1808)
- A. nigropunctata Wileman, 1912
- A. phragmiticola Staudinger, 1892
- A. polita Walker, 1865
- A. punctilinea Wileman, 1912
- A. punctivena Wileman, 1914
- A. pungeleri Schawerda, 1924
- A. resoluta Hampson, 1910
- A. sparganoides Bang-Haas, 1927
- A. staettermayeri Schawerda, 1934
- A. stattermayeri Schawerda, 1934
- A. striata Wileman & South, 1916

## Voormalige soorten
De volgende soorten zijn overgebracht naar het geslacht Capsula:
- Capsula alameda (Smith, 1903)
- Capsula algae Esper, 1789
- Capsula laeta Morrison, 1875
- Capsula oblonga Grote, 1882
- Capsula sparganii Esper, 1790
- Capsula subflava Grote, 1882